# 존 하트
존 하트(John Hart, 1917년 12월 13일 ~ 2009년 9월 20일)는 미국의 배우, 영화배우, 텔레비전 배우이다.
로스앤젤레스에서 태어났다.

## 도서
- 구원의 길
- The Hush
- Redemption Road
- Redemption Road
- Redemption Road